# Courtoisina cyperoides
Courtoisina cyperoides är en halvgräsart som först beskrevs av William Roxburgh, och fick sitt nu gällande namn av Jiří Soják. Courtoisina cyperoides ingår i släktet Courtoisina, och familjen halvgräs. Inga underarter finns listade i Catalogue of Life.